# As Nasty as They Wanna Be
| Оценки критиков               | Оценки критиков |
| Источник                      | Оценка          |
| ----------------------------- | --------------- |
| AllMusic                      | [ 2 ]           |
| Robert Christgau              | C               |
| The Rolling Stone Album Guide | [ 4 ]           |

As Nasty as They Wanna Be (с англ. — «Отвратительные насколько возможно») — третий альбом американской рэп-группы 2 Live Crew, выпущенный 7 февраля 1989 года на лейбле Skyywalker Records. В 1990 году Окружной суд Соединённых Штатов по Южному округу Флориды признал As Nasty as They Wanna Be непристойным, впоследствии это решение было отменено Одиннадцатым окружным судом. Таким образом, лонгплей стал первым альбомом в истории, признанным непристойным с точки зрения закона и запрещённым к продаже решением суда.
As Nasty as They Wanna Be стал самым продаваемым альбомом группы, получив двойной «платиновый» статус от Американской ассоциации звукозаписывающих компаний.
As Nasty as They Wanna Be является последним альбом 2 Live Crew, выпущенным на лейбле Skyywalker Records. После успешного судебного процесса против Лютера Кэмпбелла и Skyywalker Records со стороны создателя и режиссёра «Звёздных войн» Джорджа Лукаса компания была вынуждена сменить название на Luke Records.
В 2010 году обложка альбома и изображения пластинки были использованы в музыкальном видео на песню «The Rabbit» шведской группы Miike Snow.

## Судебное разбирательство
Федеральный окружной судья Хосе Гонсалес постановил, что альбом является непристойным, что делает его продажу незаконной в некоторых округах Флориды. Впоследствии, 9 июня 1990 года, трое участников группы были арестованы, а их альбом конфискован, когда они исполняли несколько песен в местном секс-клубе (округ Бровард, штат Флорида). Среди «медиа-цирка», присутствовавшего на этих судебных заседаниях, только Washington City Paper, Parents Music Resource Center Типпер Гор и журнал The Nation опубликовали оскорбительные тексты. В колонке Кристофера Хитченса, озаглавленной предупреждением с обложки альбома: «Если вам не нравится запись, вы можете поцеловать нашу мать, чёрт возьми, в задницу», журналист так комментировал события: 
Именно так. Для этого рецензента очевидно, что Crew следует оставить в покое, и что их сквернословие по отношению к представителям слабого пола является хорошим оправданием для судебного преследования со стороны ненавидящих молодежь и нетерпимых, в глубине души, представителей закона. Я не знаю, о чём думает шериф Ник Наварро из округа Броуард, но сомневаюсь, что его мысли стоят выеденного яйца, и не вижу причин, по которым он должен сублимировать свой личный страх перед вагиной таким дорогим и недемократичным способом. То же самое относится и к нелепому судье Хосе Гонсалесу-младшему, который, вынося решение по итогам рейда шерифа Наварро, высказал мнение, что музыка группы обращается к «чреслам, а не к интеллекту». На самом деле, я думаю, что это просто пара придурков-расистов, которых нужно немедленно послать нахер.
В Филадельфии, во время турне 1990 года Sound + Vision Tour, музыкант Дэвид Боуи прервал выступление в середине песни «Young Americans», чтобы высказаться по поводу музыкальной цензуры, в частности из-за скандала вокруг альбома As Nasty As They Wanna Be группы 2 Live Crew, заявив: «Я ознакомился с пластинкой 2 Live Crew. Не самая лучшая запись в истории. Но когда я услышал, что её запретили, я тут же пошел и приобрёл себе экземпляр. Свобода мысли, свобода слова — это одна из самых важных вещей, которые у нас есть».
Во время судебного процесса о непристойной лексике от лица обвиняемых выступал профессор Генри Луис Гейтс-младший, все из них, в конечном счёте, были оправданы.
В ходе слушания судебного дела по альбому As Nasty as They Wanna Be в определённой степени был дискредитирован печально известный «Тест Миллера», согласно которому альбом был признан «непристойным» в 1990 году — судья, руководствуясь третьим условием, при прослушивании «не выявил серьёзной музыкальной ценности» у произведения. Два года спустя данное решение было обжаловано. К слову, это был первый судебный процесс, в ходе которого рассматривалась возможность признания «непристойным» музыкального произведения.
В июне 1990 года владелец музыкального магазина в Форт-Лодердейле был арестован за продажу альбома группы 2 Live Crew, а её участники были арестованы в Майами за исполнение песен из скандального альбома.

## Список композиций
| №   | Название                                    | Используемые сэмплы | Длительность |
| --- | ------------------------------------------- | --- | ------------ |
| 1.  | «Me So Horny»                               | - Вокальные сэмплы из фильма Стэнли Кубрика «Цельнометаллическая оболочка» - Фрагменты из песни Нэнси Синатры «These Boots Are Made for Walkin’» в сэмплах из «Цельнометаллической оболочки» - Сексуальные стоны из фильма Which Way Is Up? (1977), в главной роли Ричард Прайор - Песня «Firecracker» Mass Production                                                | 4:36         |
| 2.  | «Put Her in the Buck»                       | - Основной рифф песни и сексуальные стоны взяты из песни «Jungle Fever» группы The Chakachas | 3:57         |
| 3.  | «Dick Almighty»                             | - Основной рифф взят из заглавной композиции альбома The Man-Machine группы Kraftwerk - Вокальные сэмплы Руди Рэй Мура, Кип Адотты и Ричард Прайора - Фраза «My greatest thrill» взята из песни «The Player» Руди Рэй Мура - Фраза «15 inches long, 8 inches thick» упоминается в альбоме Leroy, Skillet & LaWanda Back Door Daddy - Песня «Big Mouth» группы Whodini | 4:53         |
| 4.  | «C’mon Babe»                                | | 4:43         |
| 5.  | «Dirty Nursery Rhymes»                      | - Текст песни вдохновлён композицией «Nursery Rhymes» Эндрю Дайс Клэя из его альбома Dice - Сэмплы из песни «Earache My Eye» дуэта Cheech and Chong | 3:05         |
| 6.  | «Break It on Down» (Campbell/Two Live Crew) | | 3:59         |
| 7.  | «2 Live Blues»                              | - Сэмплы из песни «Love Me with a Feeling» музыканта Кларенса Картера | 5:14         |
| 8.  | «I Ain’t Bullshittin · »                    | - Титульная фраза взята из сэмпла Ричарда Прайора | 4:27         |
| 9.  | «Get Loose Now» (Campbell/Two Live Crew)    | - Сэмплы из песни «It Takes Two» дуэта Rob Base and DJ E-Z Rock - Сэмплы из песни «The New Style» группы Beastie Boys | 4:36         |
| 10. | «The Fuck Shop»                             | - Сэмплы из песни «Ain’t Talkin’ ’bout Love» группы Van Halen - Фраза «I know a place just down there two streets» взята из альбома Back Door Daddy группы Leroy, Skillet & LaWanda - Сэмплы из песни «Little Bit O’ Soul» группы The Music Explosion - Сэмплы из песни «Sweet Child o’ Mine» группы Guns N' Roses                                                    | 3:24         |
| 11. | «If You Believe in Having Sex»              | | 3:51         |
| 12. | «My Seven Bizzos»                           | - Сэмплы из песни «Voodoo Child (Slight Return)» музыканта Джими Хендрикса | 4:18         |
| 13. | «Get the Fuck out of My House»              | - Сэмплы из альбома Eddie Murphy: Comedian комика Эдди Мёрфи - Сэмплы из композиции «White Horse» электронного дуэта Laid Back | 4:37         |
| 14. | «Reggae Joint» (сатира на дэнсхолл)         | - Воспроизведённый отрывок синтезаторно-басового риффа из композиции «Under Me Sleng Teng» музыканта Уэйна Смита | 4:14         |
| 15. | «Fraternity Record»                         | - Воспроизвёденный отрывок гитарного риффа из песни «Day Tripper» группы The Beatles | 4:47         |
| 16. | «Bad Ass Bitch»                             | | 4:03         |
| 17. | «Mega Mixx III»                             | - Инструментальные сэмплы; сэмпл электронного голосового отсчёта на немецком языке из песни «Numbers/Computer World» группы Kraftwerk | 5:44         |
| 18. | «Coolin · » (Campbell/Two Live Crew)        | - Сэмплы из песни «Soulful Strut» инструментального ансамбля Young-Holt Unlimited - Инструментальная минусовка из песни «Am I the Same Girl» певицы Барбары Аклин | 5:02         |

## Участники записи
- 2 Live Crew — продюсер
- Джимми Магноли — гитара
- Mr. Mixx — вокал, продюсер, исполнитель, сведение
- Тед Стейн — звукорежиссёр, сведение
- Рон Тейлор — звукорежиссёр, сведение
- Крис Мерфи — звукорежиссёр

## As Clean as They Wanna Be
| Оценки критиков | Оценки критиков |
| Источник        | Оценка          |
| --------------- | --------------- |
| AllMusic        | [ 14 ]          |

As Clean as They Wanna Be — отцензурированная версия третьего альбома 2 Live Crew. Альбом содержит заявление об отказе от ответственности: «Этот альбом не содержит полных текстов». Альбом продавался заметно хуже, чем оригинальная версия. Он также включал песню «Pretty Woman», которой нет в оригинальном релизе. Песня — пародия на хит Роя Орбисона «Oh, Pretty Woman» — привела к началу судебного заседания по делу Кэмпбелл против Acuff-Rose Music, Inc., в ходе которого было установлено, что коммерческая пародия может квалифицироваться как добросовестное использование. Несмотря на наклейку на обложке альбома, гласящую: «Этот альбом не содержит полных текстов», песня «Break It on Down» представлена в своём первоначальном варианте. Кроме того, песня «City of Boom» (эксклюзивная для этой версии) содержит несколько нецензурных слов.

### Список композиций
Слова и музыка всех песен — написаны группой 2 Live Crew..
| №   | Название                                                                             | Длительность |
| --- | ------------------------------------------------------------------------------------ | ------------ |
| 1.  | «The Funk Shop»                                                                      | 3:23         |
| 2.  | «C’mon Babe»                                                                         | 4:19         |
| 3.  | «Get Loose Now»                                                                      | 4:36         |
| 4.  | «Coolin · »                                                                          | 5:03         |
| 5.  | «You Got Larceny»                                                                    | 4:57         |
| 6.  | «Me So Horny»                                                                        | 4:25         |
| 7.  | «Pretty Woman» (пародия на песню «Oh, Pretty Woman», авторы: Рой Орбисон и Билл Дис) | 3:20         |
| 8.  | «My Seven Bizzos»                                                                    | 4:18         |
| 9.  | «City of Boom»                                                                       | 3:32         |
| 10. | «Mega Mix III»                                                                       | 5:44         |
| 11. | «Break It on Down»                                                                   | 3:58         |

## Участники записи
- Mr. Mixx — вокал, продюсер, сведение
- Тед Стейн — звукорежиссёр, микширование
- Рон Тейлор — звукорежиссёр, сведение
- Милтон Мизелл — координация
- Линда Файн — координация
- Мак Хартсхорн — фотографии
- Майк Холланд, он же Майк Биззо — H.N.I.C.
- Лютер Кэмпбелл — продюсер, исполнительный продюсер
- Ник Стоун, он же Spoon 56 — Mocha Thunder Generation
- Дебби Беннетт — координация
- Майк Фуллер — мастеринг

## Чарты
| Чарт (1989—1990)                   | Высшая позиция |
| ---------------------------------- | -------------- |
| Нидерланды (Album Top 100)         | 30             |
| Billboard 200                      | 29             |
| Top R&B/Hip-Hop Albums (Billboard) | 3              |

| Чарт (1989)                        | Позиция |
| ---------------------------------- | ------- |
| Top R&B/Hip-Hop Albums (Billboard) | 36      |

## Сертификация
| Регион                                                      | Сертификация | Продажи    |
| ----------------------------------------------------------- | ------------ | ---------- |
| США (RIAA)                                                  | Платиновый   | 1 000 000^ |
| ^ Данные о тиражах приведены только на основе сертификации. |              |            |